# Brejetuba
Brejetuba är en kommun i Brasilien.   Den ligger i delstaten Espírito Santo, i den sydöstra delen av landet, 800 km sydost om huvudstaden Brasília. Antalet invånare är 11 921.
I omgivningarna runt Brejetuba växer i huvudsak städsegrön lövskog. Runt Brejetuba är det ganska glesbefolkat, med 26 invånare per kvadratkilometer.